# Lijst van gouverneurs van Nevada
Dit is een lijst met gouverneurs van de Amerikaanse staat Nevada.

## Gouverneurs van Nevada (1864–heden)
| Nr. | Gouverneur van Nevada Governor of Nevada | Gouverneur van Nevada Governor of Nevada | Gouverneur van Nevada Governor of Nevada | Ambtstermijn      | Ambtstermijn      | Partij(en) | Verkiezing(en) |
| --- | ---------------------------------------- | ---------------------------------------- | ---------------------------------------- | ----------------- | ----------------- | ---------- | -------------- |
| 1   |                                          | Henry Blasdel                            | Henry Blasdel (1825–1900)                | 5 december 1894   | 1 januari 1870    | R          | 1864           |
| 1   | 1866                                     | Henry Blasdel                            | Henry Blasdel (1825–1900)                | 5 december 1894   | 1 januari 1870    | R          |                |
| 2   |                                          | Lewis Bradley                            | Lewis Bradley (1805–1879)                | 1 januari 1870    | 5 januari 1879    | D          | 1870           |
| 2   | 1874                                     | Lewis Bradley                            | Lewis Bradley (1805–1879)                | 1 januari 1870    | 5 januari 1879    | D          |                |
| 3   |                                          | John Kinkead                             | John Kinkead (1826–1904)                 | 5 januari 1879    | 1 januari 1883    | R          | 1878           |
| 4   |                                          | Jewett Adams                             | Jewett Adams (1835–1920)                 | 1 januari 1883    | 3 januari 1887    | D          | 1882           |
| 5   |                                          | Charles Stevenson                        | Charles Stevenson (1826–1890)            | 3 januari 1887    | 21 september 1890 | R          | 1886           |
| 6   |                                          | Frank Bell                               | Frank Bell (1840–1927)                   | 21 september 1890 | 5 januari 1891    | R          | 1886           |
| 7   |                                          | Roswell Colcord                          | Roswell Colcord (1839–1939)              | 5 januari 1891    | 5 januari 1895    | R          | 1890           |
| 8   |                                          | John Edward Jones                        | John Edward Jones (1840–1896)            | 5 januari 1895    | 10 april 1896     | SP         | 1894           |
| 9   |                                          | Reinhold Sadler                          | Reinhold Sadler (1848–1906)              | 10 april 1896     | 5 januari 1903    | SP         | 1894           |
| 9   | SP                                       | Reinhold Sadler                          | Reinhold Sadler (1848–1906)              | 10 april 1896     | 5 januari 1903    | 1898       |                |
| 10  |                                          | John Sparks                              | John Sparks (1843–1908)                  | 5 januari 1903    | 22 mei 1908       | SP         | 1902           |
| 10  | 1906                                     | John Sparks                              | John Sparks (1843–1908)                  | 5 januari 1903    | 22 mei 1908       | SP         |                |
| 11  |                                          | Denver Dickerson                         | Denver Dickerson (1872–1925)             | 22 mei 1908       | 1 januari 1911    | SP         |                |
| 12  |                                          | Tasker Oddie                             | Tasker Oddie (1870–1950)                 | 1 januari 1911    | 5 januari 1915    | R          | 1910           |
| 13  |                                          | Emmet Boyle                              | Emmet Boyle (1879–1926)                  | 5 januari 1915    | 1 januari 1923    | D          | 1914           |
| 13  | 1918                                     | Emmet Boyle                              | Emmet Boyle (1879–1926)                  | 5 januari 1915    | 1 januari 1923    | D          |                |
| 14  |                                          | James Scrugham                           | James Scrugham (1880–1945)               | 1 januari 1923    | 3 januari 1927    | D          | 1922           |
| 15  |                                          | Fred Balzar                              | Fred Balzar (1880–1934)                  | 3 januari 1927    | 21 maart 1934     | R          | 1926           |
| 15  | 1930                                     | Fred Balzar                              | Fred Balzar (1880–1934)                  | 3 januari 1927    | 21 maart 1934     | R          |                |
| 16  |                                          | Morley Griswold                          | Morley Griswold (1890–1951)              | 21 maart 1934     | 5 januari 1935    | R          |                |
| 17  |                                          | Richard Kirman                           | Richard Kirman (1877–1959)               | 5 januari 1935    | 1 januari 1939    | D          | 1934           |
| 18  |                                          | Edward Carville                          | Edward Carville (1885–1956)              | 1 januari 1939    | 25 juli 1945      | D          | 1938           |
| 18  | 1942                                     | Edward Carville                          | Edward Carville (1885–1956)              | 1 januari 1939    | 25 juli 1945      | D          |                |
| 19  |                                          | Vail Pittman                             | Vail Pittman (1880–1964)                 | 25 juli 1945      | 1 januari 1951    | D          |                |
| 19  | D                                        | Vail Pittman                             | Vail Pittman (1880–1964)                 | 25 juli 1945      | 1 januari 1951    | 1946       |                |
| 20  |                                          | Charles Russell                          | Charles Russell (1903–1989)              | 1 januari 1951    | 5 januari 1959    | R          | 1950           |
| 20  | 1954                                     | Charles Russell                          | Charles Russell (1903–1989)              | 1 januari 1951    | 5 januari 1959    | R          |                |
| 21  |                                          | Grant Sawyer                             | Grant Sawyer (1918–1996)                 | 5 januari 1959    | 3 januari 1967    | D          | 1958           |
| 21  | 1962                                     | Grant Sawyer                             | Grant Sawyer (1918–1996)                 | 5 januari 1959    | 3 januari 1967    | D          |                |
| 22  |                                          | Paul Laxalt                              | Paul Laxalt (1922–2018)                  | 3 januari 1967    | 5 januari 1971    | R          | 1966           |
| 23  |                                          | Mike O'Callaghan                         | Mike O'Callaghan (1929–2004)             | 5 januari 1971    | 1 januari 1979    | D          | 1970           |
| 23  | 1974                                     | Mike O'Callaghan                         | Mike O'Callaghan (1929–2004)             | 5 januari 1971    | 1 januari 1979    | D          |                |
| 24  |                                          | Robert List                              | Robert List (1936)                       | 1 januari 1979    | 3 januari 1983    | R          | 1978           |
| 25  |                                          | Richard Bryan                            | Richard Bryan (1937)                     | 3 januari 1983    | 3 januari 1989    | D          | 1982           |
| 25  | 1986                                     | Richard Bryan                            | Richard Bryan (1937)                     | 3 januari 1983    | 3 januari 1989    | D          |                |
| 26  |                                          | Bob Miller                               | Bob Miller (1945)                        | 3 januari 1983    | 5 januari 1999    | D          |                |
| 26  | D                                        | Bob Miller                               | Bob Miller (1945)                        | 3 januari 1983    | 5 januari 1999    | 1990       |                |
| 26  | D                                        | Bob Miller                               | Bob Miller (1945)                        | 3 januari 1983    | 5 januari 1999    | 1994       |                |
| 27  |                                          | Kenny Guinn                              | Kenny Guinn (1936–2010)                  | 5 januari 1999    | 1 januari 2007    | R          | 1998           |
| 27  | 2002                                     | Kenny Guinn                              | Kenny Guinn (1936–2010)                  | 5 januari 1999    | 1 januari 2007    | R          |                |
| 28  |                                          | Jim Gibbons                              | Jim Gibbon (1944)                        | 1 januari 2007    | 3 januari 2011    | R          | 2006           |
| 29  |                                          | Brian Sandoval                           | Brian Sandoval (1963)                    | 3 januari 2011    | 7 januari 2019    | R          | 2010           |
| 29  | 2014                                     | Brian Sandoval                           | Brian Sandoval (1963)                    | 3 januari 2011    | 7 januari 2019    | R          |                |
| 30  |                                          | Steve Sisolak                            | Steve Sisolak (1953)                     | 7 januari 2019    | 2 januari 2023    | D          | 2018           |
| 31  |                                          | Joe Lombardo                             | Joe Lombardo (1962)                      | 2 januari 2023    | heden             | R          | 2022           |

(D): Democraat · (R): Republikein · (O): Onafhankelijk